# Liste der Einträge im National Register of Historic Places im Mercer County (West Virginia)
Diese Liste der Einträge im National Register of Historic Places im Mercer County (West Virginia) enthält alle im Mercer County, West Virginia in das National Register of Historic Places eingetragenen Gebäude, Bauwerke, Objekte, Stätten oder historischen Distrikte.
Diese Liste entspricht dem Bearbeitungsstand des National Park Service/National Register of Historic Places vom 27. September 2024.

## Legende
| NRHP | Historic Place             |
| HD   | National Historic District |

## Aktuelle Einträge
| [ 2 ] | Name                                            | Bild                                            | Eintragsdatum                                   | Lage | Ort       | Beschreibung |
| ----- | ----------------------------------------------- | ----------------------------------------------- | ----------------------------------------------- | --- | --------- | ------------ |
| 1     | Bluefield Downtown Commercial Historic District | Bluefield Downtown Commercial Historic District | 18. März 1987 ID-Nr. 87000630                   | zwischen der Princeton Avenue, Scott, High und Russell Streets 37° 16′ 4″ N, 81° 13′ 18″ W                                  | Bluefield |              |
| 2     | Bluefield Green Book Historic District          |                                                 | 24. Juli 2024 ID-Nr. 100010606                  | 1039–1047 Wayne Street 37° 16′ 25″ N, 81° 12′ 58,7″ W                                                                       | Bluefield |              |
| 3     | Bramwell Historic District                      | weitere Bilder                                  | 10. Feb. 1983 ID-Nr. 83003244                   | Main, Rose, Bloch, Duhring, Wyatt, Church, North und South River Streets 37° 19′ 26″ N, 81° 18′ 35″ W                       | Bramwell  |              |
| 4     | Bramwell Additions Historic District            | Bramwell Additions Historic District            | 3. Aug. 1995 ID-Nr. 05000400 95000877, 05000400 | entlang der Bluestone Ave. südwestlich der US 92 und zwei Distrikte entlang der Bluestone Road 37° 19′ 26″ N, 81° 18′ 15″ W | Bramwell  |              |
| 5     | Country Club Hill Historic District             |                                                 | 5. Nov. 1992 ID-Nr. 92000878                    | entlang der Whitethorn, Lebanon and Liberty Sts. 37° 14′ 55,6″ N, 81° 14′ 0″ W                                              | Bluefield |              |
| 6     | Easley House                                    | Easley House                                    | 29. Juli 1992 ID-Nr. 92000879                   | 1500 College Ave. 37° 15′ 1″ N, 81° 14′ 12″ W                                                                               | Bluefield |              |
| 7     | First Baptist Church of Bluefield               |                                                 | 8. Aug. 2023 ID-Nr. 100009142                   | 100 Duhring St. 37° 16′ 4,4″ N, 81° 13′ 34,3″ W                                                                             | Bluefield |              |
| 8     | Col. William Henderson French House             |                                                 | 12. März 1976 ID-Nr. 76001940                   | südlich von Athens in der Nähe der West Virginia Route 20 37° 23′ 46″ N, 81° 1′ 36″ W                                       | Athens    |              |
| 9     | Dr. James W. Hale House                         | Dr. James W. Hale House                         | 12. März 1976 ID-Nr. 76001941                   | 1034 Mercer St. 37° 22′ 6″ N, 81° 5′ 54″ W                                                                                  | Princeton |              |
| 10    | Hancock House                                   | Hancock House                                   | 17. Jan. 1990 ID-Nr. 89001783                   | 300 Sussex St. 37° 16′ 33″ N, 81° 13′ 13″ W                                                                                 | Bluefield |              |
| 11    | Jefferson Street Historic District              | Jefferson Street Historic District              | 29. Juli 1992 ID-Nr. 92000877                   | entlang der Jefferson St. zwischen der Cumberland Road und College Avenue 37° 15′ 5″ N, 81° 13′ 2″ W                        | Bluefield |              |
| 12    | Dr. Robert B. McNutt House                      | Dr. Robert B. McNutt House                      | 25. Juli 2001 ID-Nr. 01000777                   | 1522 N. Walker St. 37° 22′ 2″ N, 81° 6′ 10″ W                                                                               | Princeton |              |
| 13    | Mercer County Courthouse                        | weitere Bilder                                  | 28. Nov. 1980 ID-Nr. 80004032                   | Courthouse Sq. 37° 21′ 56″ N, 81° 6′ 12″ W                                                                                  | Princeton |              |
| 14    | Mercer Street Historic District                 | weitere Bilder                                  | 17. Okt. 2003 ID-Nr. 03001060                   | Mercer St. zwischen der 1st St. und North St. 37° 22′ 13″ N, 81° 5′ 15″ W                                                   | Princeton |              |
| 15    | Municipal Building                              | Municipal Building                              | 29. Mai 1979 ID-Nr. 79002591                    | 514 Bland St. 37° 16′ 4″ N, 81° 13′ 22″ W                                                                                   | Bluefield |              |
| 16    | President's House, Bluefield State College      |                                                 | 3. Dez. 1999 ID-Nr. 99001400                    | Rock St. 37° 16′ 4″ N, 81° 14′ 9″ W                                                                                         | Bluefield |              |
| 17    | Princeton Post Office                           |                                                 | 6. Juli 2020 ID-Nr. 100005316                   | 920 Mercer St. 37° 22′ 10,6″ N, 81° 5′ 46,3″ W                                                                              | Princeton |              |
| 18    | South Bluefield Historic District               | South Bluefield Historic District               | 29. Juli 1992 ID-Nr. 92000876                   | entlang der Mountain View Rd., Bland Rd. zwischen Oakhurst Avenue und Parkway 37° 15′ 29″ N, 81° 12′ 55″ W                  | Bluefield |              |
| 19    | Upper Oakhurst Historic District                | Upper Oakhurst Historic District                | 29. Juli 1992 ID-Nr. 92000875                   | entlang der Oakhurst Ave., Groveland Dr., Edgewood Rd. und Mountain View Road 37° 15′ 45″ N, 81° 12′ 22″ W                  | Bluefield |              |
| 20    | Virginian Railway Yard Historic District        |                                                 | 1. Mai 2003 ID-Nr. 03000351                     | nördlich der West Virginia Route 20 und der Eisenbahnstrecke 37° 22′ 41″ N, 81° 5′ 11″ W                                    | Princeton |              |